# ماكس تومسون (عسكري)
ماكس تومسون (بالإنجليزية: Max Thompson)‏ هو عسكري أمريكي، ولد في 21 يوليو 1922 في بيت إيل (الكتاب المقدس)، وتوفي في 30 نوفمبر 1996.